# Dokszyce
Dokszyce (biał. Докшыцы, ros. Докшицы) – miasto na Białorusi, w obwodzie witebskim, siedziba rejonu dokszyckiego. Miasto leży nad rzeką Berezyną. Ok. 6,6 tys. mieszkańców (2010).
Prywatne miasto duchowne położone było w końcu XVIII wieku w powiecie oszmiańskim województwa wileńskiego.
Siedziba parafii prawosławnej pw. Opieki Matki Bożej i rzymskokatolickiej pw. Trójcy Przenajświętszej.

## Historia

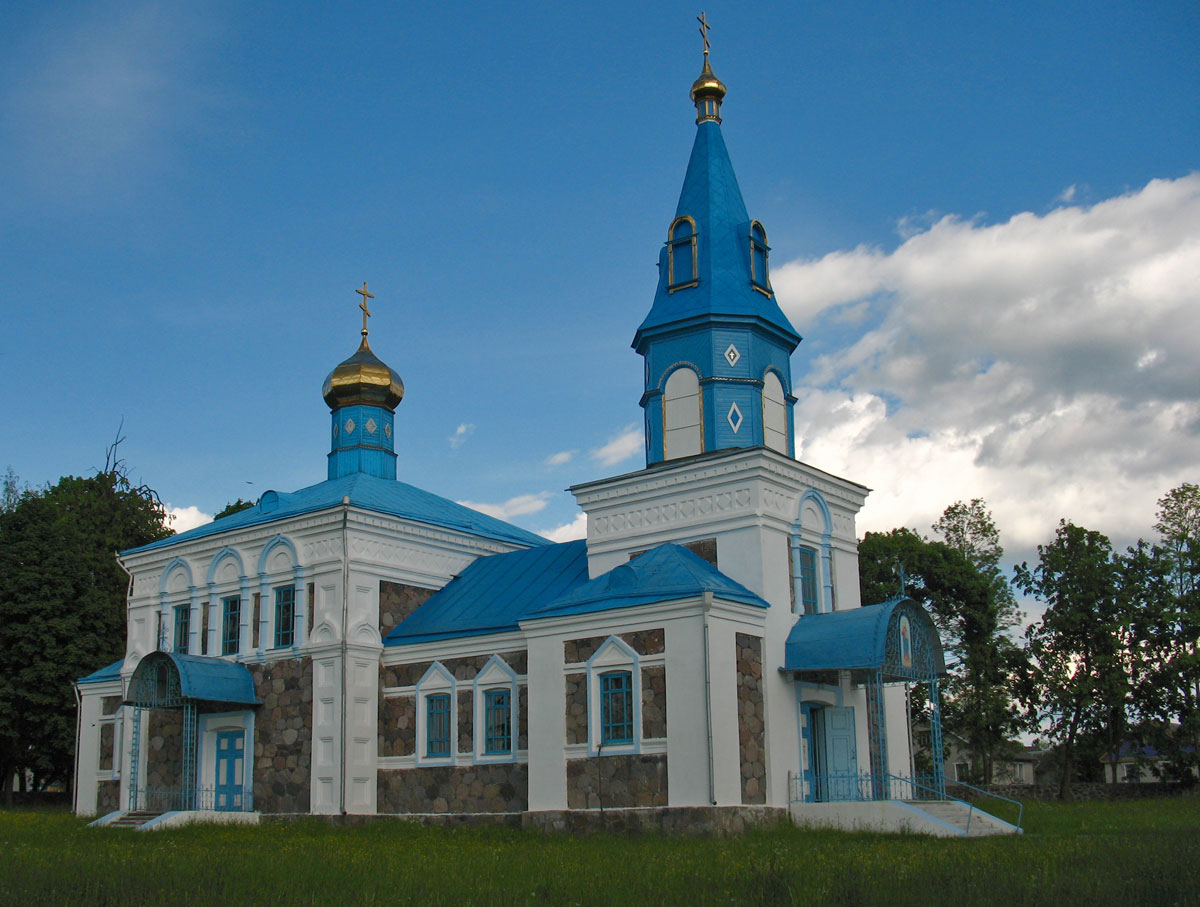
Cerkiew Opieki Matki Bożej

Pierwsze wzmianki o wsi Dokszyce pochodzą z 1407 roku. Od 1560 roku część wsi, następnie z czasem – całość, wchodzi w skład majątku Kiszków. W 1608 roku wybudowali oni we wsi kościół, a w 1621 roku wystarali się o prawa miejskie.
W 1708 roku miasteczko zostało spalone przez Szwedów. W 1793 roku znalazły się w zaborze rosyjskim.
W 1909 roku, w czasie wyborów samorządowych, do rady miejskiej zostało wybranych 6 Rosjan, 3 Polaków, 1 Żyd i 1 przedstawiciel innej narodowości.
Od 1921 roku Dokszyce i majątek Dokszyce należały do Polski, miasto było ośrodkiem gminy Dokszyce.
Według Powszechnego Spisu Ludności z 1921 roku miasteczko zamieszkiwały tu 3004 osoby, 546 było wyznania rzymskokatolickiego, 417 prawosławnego, 4 ewangelickiego, 2055 mojżeszowego, a 72 mahometańskiego. Jednocześnie 1120 mieszkańców zadeklarowało polską przynależność narodową, 355 białoruską, 1 niemiecką, 1456 żydowską, a 72 tatarską. Było tu 492 budynków mieszkalnych.
W 1931 miasto liczyło 3269 mieszkańców, było tu 585 domów.
Majątek Dokszyce  zamieszkiwały 24 osoby, 23 było wyznania rzymskokatolickiego, 1 prawosławnego. Jednocześnie 23 mieszkańców zadeklarowało polską przynależność narodową, a jedna inną. Było tu 5 budynków mieszkalnych.
W 1931 majątek zamieszkiwało 70 osób, było tu 6 domów.
Po agresji ZSRR na Polskę 17 września 1939 r. Dokszyce zostały wcielone do Białoruskiej Socjalistycznej Republiki Radzieckiej.
Podczas okupacji hitlerowskiej, 30 września 1941 roku Niemcy utworzyli getto dla żydowskich mieszkańców. Przebywało w nim około 3000 osób. 12 września 1942 roku Niemcy zlikwidowali getto, a Żydów zamordowano w okolicy getta. Sprawcami zbrodni byli gestapowcy z Lepla oraz żandarmeria z Głębokiego. Akcją dowodził Heinz Tangermann. 
W latach 1991–1995 wzniesiono w Dokrzycach nowy rzymskokatolicki kościół parafialny, w którym posługują bracia kapucyni. Tuż obok powstał klasztor sióstr adoratorek. 
Obecnie (2004) miasto liczy około 7 tysięcy mieszkańców. Najważniejszym zabytkiem jest cerkiew prawosławna pw. Opieki Matki Bożej z 1900 roku. Znajdują się tu także: cmentarze katolicki i tatarski, meczet, stare młyny i zabudowania dworskie.
Na cmentarzu katolickim znajduje się cmentarz wojenny, gdzie pochowano 176 polskich żołnierzy poległych w wojnie polsko-bolszewickiej. Cmentarz został odnowiony w latach 2017-2018 z funduszy MKiDN. W uroczystości jego poświęcenia wzięła udział wiceminister Renata Szczęch.

## Herb
Herb Dokszyc został ustanowiony 20 stycznia 2006 roku rozporządzeniem prezydenta Białorusi.